# Sportcsarnok (Kolozsvár)
A kolozsvári Horia Demian Sportcsarnok (románul: Sala Sporturilor „Horia Demian”) a Kétvízköz nevű városrészben, a Kis-Szamos partján álló épület.
Építését 1957. augusztus 30-án kezdték el ünnepélyes keretek között, és 1960. augusztus 21-én avatták fel. A következő év elején, 1961. február 15-én (történetesen napfogyatkozás is volt aznap) a sportcsarnok összeomlott. Az újjáépítést 1966-ra fejezték be; ebben az évben itt rendezték meg a X. női kosárlabda-Európa-bajnokságot. 
A sportrendezvényeken kívül koncerteket, bálokat, állásbörzét, politikai és egyéb rendezvényeket is tartanak benne. 2006-ban például itt rendezték meg a Magyar Reformátusok V. Világtalálkozójának nyitóünnepségét.
Az épület jelenleg Horia Demian (1942–1989) 165-szörös válogatott román kosárlabdázó nevét viseli.